# Juan de Dios Filiberto
Oscar Juan de Dios Filiberto (* 8. März 1885 in Buenos Aires; † 11. November 1964) war ein argentinischer Tangogitarrist, -pianist, Bandleader und Tangokomponist.

## Leben und Wirken
Filiberto besuchte nur bis zum achten Lebensjahr die Schule und begann dann zu arbeiten, u. a. als Botenjunge und später als Stauer im Hafen. Mit Freunden gründete er als musikalischer Autodidakt die Gruppe Orfeón Los del Futuro. Als technischer Assistent im Teatro Colón lernte er klassische Musik kennen, u. a. die Neunte Sinfonie Ludwig van Beethovens. Erst im Alter von 24 Jahren begann er am Konservatorium Violine, Musiktheorie und Solfège, später auch Harmonielehre zu studieren. Als Stipendiat erhielt er am von Alberto Williams geleiteten Konservatorium Unterricht in den Fächern Kontrapunkt, Klavier und Gitarre.
Ab 1932 leitete Filiberto ein eigenes Orchester, das Orquesta Porteña, in dem er die klassischen Tangoinstrumente mit Klarinette, Flöte und Harmonium ergänzte. Mit dem Orchester nahm er zwischen 1932 und 1936 25 Titel beim Label Odeon, zwischen 1941 und 1959 20 weitere Titel beim Label Victor auf. Es waren überwiegend Instrumentalstücke, als Sänger wirkten Patrocinio Díaz und Jorge Alonso mit. Das Orchester hatte auch einen Auftritt im ersten argentinischen Tonfilm ¡Tango! (1933).
1938 gründete die Stadt Buenos Aires das Orquesta Popular Municipal de Arte Folklórico, dessen Leitung Filiberto übertragen wurde. Es war mit 20 Musikern besetzt, trat ab 1948 mit verdoppelter Besetzung als Orquesta de Música Popular auf und wurde nach dem Ende der Militärdiktatur in Orquesta de Música Argentina y de Cámara umbenannt. Filiberti ist Komponist zahlreicher international bekannter Tangos, von denen viele von Carlos Gardel aufgenommen wurden. Er war zudem aktiv an der Einführung der Urheberrechte in Argentinien beteiligt und Gründungsmitglied der Sociedad Argentina de Autores y Compositores de Música (SADAIC). Zehn Jahre nach seinem Tod wurde das  Orquesta Nacional de Música Argentina «Juan de Dios Filiberto» gegründet, das u. a. von José Rosa, Osvaldo Requena, Osvaldo Piro und Atilio Stampone dirigiert wurde.

## Kompositionen
- Guaymallén
- Caminito
- Quejas de bandoneón
- El pañuelito
- Malevaje

von Carlos Gardel aufgenommen:
- Amigazo
- Amor
- Caminito
- Clavel del aire
- Compañer
- Cuando llora la milonga
- El besit
- El pañuelito
- El ramito
- La cartita
- Langosta
- La tacuarita
- La Vuelta de Rocha
- Malevaje
- Mentías
- Yo te bendigo